# Vija Artmane
Vija Artmane (rodným jménem Alīda Artmane; 21. srpna 1929 Kaive – 11. října 2008 Strenči) byla lotyšská herečka.

## Život
Její otec, částečně baltskoněmeckého původu, zemřel při nehodě ještě před jejím narozením, matka, jež měla polský původ, pracovala v zemědělství a i malá Alida musela odmala pracovat jako pasačka krav. Teprve po konci druhé světové války si mohla dodělat střední školu. Tam také přičichla ve studentském divadelním souboru k herectví. Začala ho studovat (1946–1949) v rižském Dailes teātris pod vedením lotyšského divadelního režiséra Eduardse Smiļģise, zakladatele divadla. Tehdy si také změnila jméno na Vija, na radu svého učitele. Nakonec zůstala v tomto divadle dalších 50 let jako členka souboru. Až v závěru kariéry, v letech 1998–2000, "změnila dres" a stala se členkou divadla Nová Riga.
V 60. letech vstoupila na filmové plátno a stala se hvězdou sovětského filmu. V roce 1963 se proslavila hlavní rolí krásné a milující matky Soni v populárním filmu Rodnaja krov (1964), díky němuž pak byla ve své vlasti přezdívána „Matka-Lotyšsko“. Zaujala také rolemi mimozemšťanky Vedy Kong ve populárním sci-fi filmu Tumannosť Andromedy (1967), jako carevna Kateřina Veliká v historickém dramatu Jemeljan Pugačov (1978), nebo jako Julia Lamberová ve filmu Teātris. Objevila se také v oblíbených dobrodružných podívaných Šípy Robina Hooda (1976) či v "rudém westernu" Nikdo nechtěl umírat (1963).
Během sovětské éry se aktivně účastnila hnutí za zachování a podporu lotyšského národního dědictví. Byla aktivním zastáncem používání lotyšského jazyka v umění i v každodenním životě. Získala titul Národní herečka Lotyšska i Národní umělkyně SSSR (1969). V roce 2007 byla vyznamenána Řádem tří hvězd, a to za občanské zásluhy ve službě Lotyšsku.